# Fauve Bastiaenssen
Fauve Bastiaenssen, née le 22 octobre 1997 à Lierre, est une joueuse belge de basket-ball devenue coureuse cycliste professionnelle. Elle participe à la fois au calendrier de cyclocross et de course sur route.

## Biographie

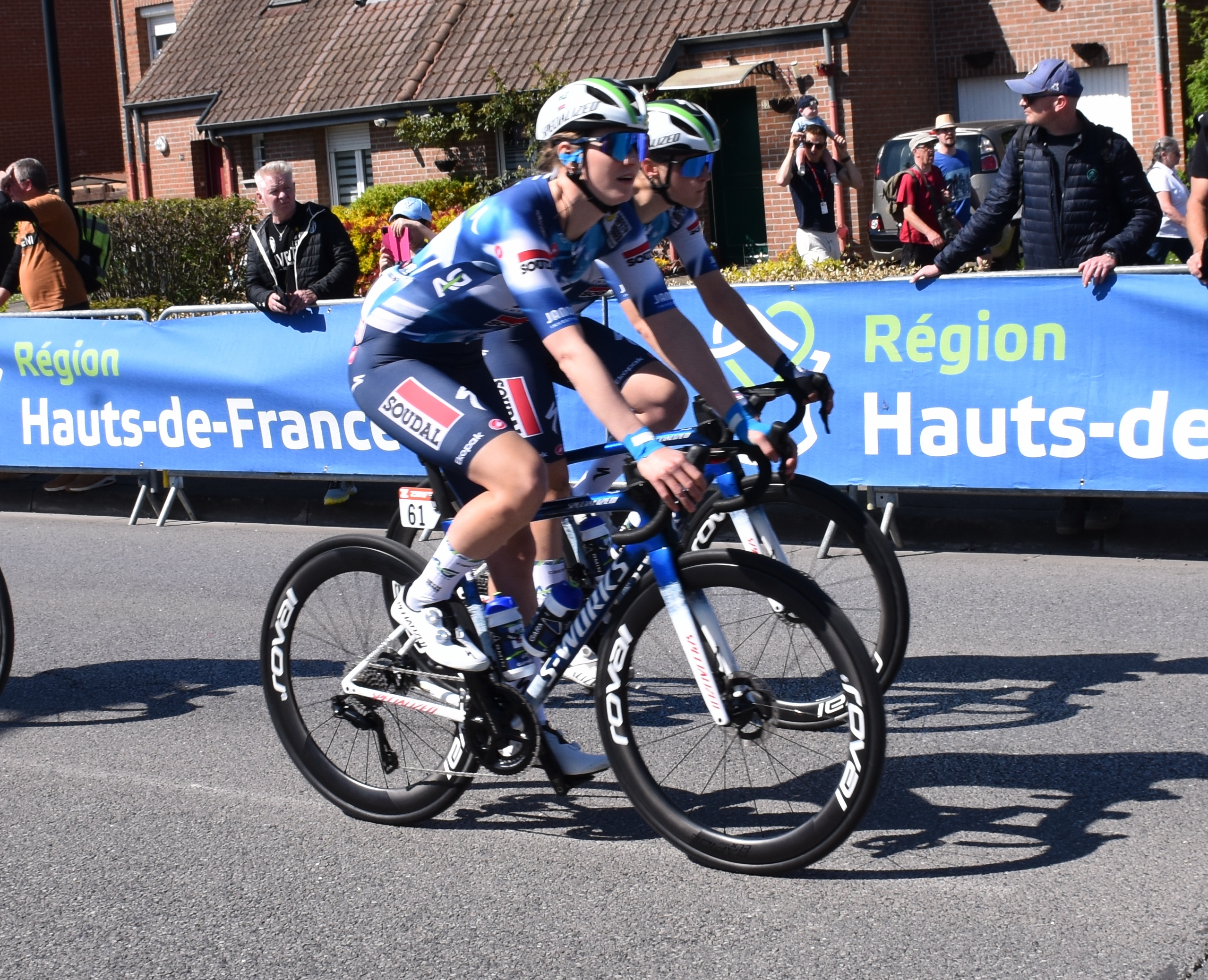
Fauve Bastianssen # 61 - Paris-Roubaix Femmes 2025

Jusqu'à ses 21 ans, Fauve Bastiaenssen pratique le basket-ball a haut niveau, ce qui lui permet d'avoir des sélections en équipe de Belgique U-16, U-18, U-19 et U-20, ainsi qu'avec l'équipe U-18 et U-19 de basket-ball 3x3. Elle a notamment participé à la coupe du monde féminine de basket-ball des moins de 19 ans 2015, aux côtés de Julie Allemand.
En club, elle évolue en D1 avec le BBC Wavre-Sainte-Catherine, jusqu'à la fin de la saison 2018-2019.
Elle se reconvertit alors dans le cyclisme, en cyclo-cross. 
Elle se fait remarquer et signe un contrat professionnel sur route pour la saison 2023 auprès de la formation Lotto Dstny.
Pour la saison 2025, elle rejoint le World Tour au sein de l'équipe AG Insurance-Soudal.

## Palmarès sur route

### Résultats sur les grands tours

#### Tour de France
1 participation
- 2024 : 110e

#### Tour d'Espagne
1 participation
- 2024 : 101e

### Classements mondiaux
| Année                                 | 2023 | 2024 |
| ------------------------------------- | ---- | ---- |
| Classement UCI                        | 423e | 304e |
| UCI World Tour                        | nc   | 239e |
|                                       |      |      |
| Légende : nc = non classéSource : UCI |      |      |